# Advanced Access Content System
Advanced Access Content System（アドバンスド アクセス コンテンツ システム、AACS）は、コンピュータ・家電メーカーが結成した団体AACS LAが策定した、アクセス制御を用いた著作権保護技術。映像コンテンツの複製防止を行うコピーガードの一種。HD DVD・Blu-ray Disc・Ultra HD Blu-rayの再生専用ディスクと書き込み用ディスクで採用されている。
DVD以降は主にVHSで使われていたマクロビジョン式コピーガードがあまり使われなくなり、DVD-Videoのアクセス制御技術であるContent Scramble System（CSS）が破られてコピーが蔓延していることなどを踏まえて作られた。

## 仕組み
AACSはDevice Key、Media Key、Title Keyの3つを使用してコンテンツを保護しており、この3つのKeyはディスクやドライブに暗号化して保存されている。Keyには128ビットのAdvanced Encryption Standard（AES）が採用されている。
Device Key
プレーヤーに割り当てられている暗号化された文字列で、CSSでMaster Keyと呼ばれているものと同等。
Keyは複数あり、各プレーヤーに1つが割り当てられ、ディスクに保存されているMedia Keyを暗号および復号化する。
Media Key
ディスクに保存されており、著作権者が任意に決められる暗号化された文字列で、CSSでDisc Keyと呼ばれているものと同等。
ディスクに保存されているTitle Keyを暗号および復号化する。
なおMedia Keyを複合するためのDevice Keyはプレーヤーに1つしかないため、ディスクには全てのDevice Keyで暗号化したDevice Keyと同数のMedia Key Block (MKB)と呼ばれるMedia Keyの集合が保存されている。
Title Key
ディスクに保存されており、著作権者が任意に決められる暗号化された文字列で、CSSでTitle Keyと呼ばれているものと同等。
ディスクに保存されているコンテンツの復号を行うもの。
AACSがCSSと異なるのは、複数のDevice Keyがあることで、これによって仮に復号化されたDevice Keyが流出したとしても、その流出したDevice Keyを無効にして、MKBから無効になったKeyを除外することで、AACS全体が無力化されることを防いでいる。AACSはバージョン管理されているため、Device Keyは最新のBlu-ray Discによって自動的にハードウェアに書き換えられる。

## 法的根拠
日本における著作権法では第2条第1項第20号において、技術的保護手段の対象に各種記録媒体が含まれており、第30条第1項第2号において、技術的保護手段の回避について条文化されている。このことによって、私的使用目的であっても，暗号方式による技術的保護手段の回避により可能となった複製を、その事実を知りながら行う場合には、民事上違法となる。また第120条の2第1号において、暗号方式による技術的保護手段の回避を可能とする装置又はプログラムの譲渡等を行った者は、3年以下の懲役若しくは300万円以下の罰金に処される。

## Image Constraint Token
アナログ出力による違法コピーを防止するため映像・音声出力にHDMIなどのセキュアなデジタルインタフェースを必須とする、Image Constraint Token（ICT）も制定された。具体的には、SD（標準画質）でのアナログ出力は可能だが、HD（ハイビジョン画質）では、アナログ出力が認められず、強制的にSDにダウンコンバートされるというシステムである。裁定 の理由はアナログ出力からのコピープロテクトは非常に困難であり、無理にコピーガードを設定すれば大幅な画質の劣化・変質を引き起こしかねないため、コピーガードをかけやすいデジタル出力に限定する為である。
裁定と同時に採用しようとしたものの、HDMI非搭載のテレビが巷にあふれていることから各方面 で反対意見が続出し、HDでのアナログ出力禁止の仕組みは残した上でSD・HDともアナログ出力が許可された。尚、2011年1月1日よりHDでのアナログ出力できる機器の製造が禁止され、2014年1月1日よりアナログ出力できる機器の製造と新規販売が全面禁止されることがAACS Final Adopter Agreementで決定した。著作権法上の対応としては、2013年により、HDCPのコピーガードを解除した上で、HDMI信号からの映像コンテンツの取り込みを可能にする市販のビデオキャプチャボードなどを使用して、許諾を得ていない他人のコンテンツを無断で複製する事を禁じる文言が法律に明記されたが、それらの複製行為を可能にする機器やソフトが東京・秋葉原や大阪・日本橋の電気街、或いはネットオークションなどで販売されている可能性があり 、その多くは中国などの外国製と見られている。
なお、この規制措置は、あくまでAACSに伴うアナログ出力規制の対象となるコンテンツの再生時のみであって、例えば、家庭用ビデオカメラで撮った思い出の映像（AVCHD動画など）などが入ったディスクや過去に録画したアナログテレビ放送などが入ったディスク、市販DVDビデオ、あるいは自分たちで企画・撮影・編集などを手掛けたオリジナルのBDMVタイトルなどは、これまで通りコンポジット、S、コンポーネントなどのアナログ端子から映像や音声が出力される。このため、2014年以降に、例えばその時まだ現役のデジタルチューナー非搭載のテレビに、その時新しく発売される最新のBDレコーダーを接続して、外付け地デジチューナーとして使う事も可能である。尚、この規制がされる前に発売された機種であっても、2012年以降はHD出力規制なしでの継続販売は不可能となる。同様に、2014年以降、アナログ映像出力規制なしでの継続販売は不可能となる。但し、いずれもメーカーから新品の機器として出荷される商品が対象であり、既に中古品として古道具店やネットオークションなどで出回っている旧製品までは規制されないという。なお、家庭用ゲーム機においてアナログでのHD出力を制限していないゲームソフトより出力される映像についてはアナログ出力が可能な場合がある。
また、これらの規制は、アナログ映像出力に対して行われるので、アナログ音声出力は規制されない。

## AACS LAの創立メンバー
- IBM
- インテル
- マイクロソフト
- パナソニック
- ソニー
- 東芝
- ウォルト・ディズニー・カンパニー
- ワーナー・ブラザース